# Клир-Айленд
Клир-А́йленд (ирл. Cléire / Chléire, англ. Clear Island) — остров у юго-западного побережья Ирландии, в графстве Корк. Является частью Гэлтахта. Население — 124 чел. (2011).
Остров примечателен своими археологическими достопримечательностями — церковью XII века, мегалитическими камнями, замком О’Дрисколл XIV века, могильником, возраст которого — около 5 тысяч лет. Покровитель острова — святой Кирэн (Saint Ciarán), один из самых ранних святых Ирландии.
Остров является наблюдательным пунктом за птицами; здесь и в окрестностях водятся киты, кожистые черепахи, рыбы-солнце и акулы, регулярно можно увидеть дельфинов.